# Canfeda Hatun
Canfeda Hatun (? – 1600) byla osmanská dvorní dáma sultána Murada III.

## Původ
Původem byla Canfeza z Čerkesku a byla sestrou Divane Ibrahima Paši.

## Kariéra
Canfeda Hatun byla ve službách Nurbanu Sultan, která ji koupila ze starého paláce. Byla jmenována hlavní kalfou harému a ve službách Nurbanu učila konkubíny zásady a pravidla. Spolupracovala také s Gazanferem Agou, který byl hlavním eunuchem harému a velkovezírem Sokollu Mehmedem Pašou, hlavním rivalem Laly Mustafy Paši. Nurbanu Sultan na smrtelné posteli trvala na tom, aby Canfeda zůstala v harému a byla nápomocna svému synovi Muradovi III. a své snaše Safiye Sultan. Po její smrti se pak stala ''vládkyní'' harému.
Canfeda měla společně s hlavní pokladní Raziye Hatun a básnířkou Hubbi Hatun velký vliv na Murada III. během jeho pozdější vlády. Podílela se na zbavení všech nepřátel a její vliv stále vzrůstal. Díky svému intrikářství byla nablízku ženám z dynastie a dostávala od nich úplatky a drahé dary. Nashromáždila si velké bohatství, čímž získala spoustu nepřátel a neoblíbenost mezi janičáři. V roce 1593, během jedné ze vzpour janičářů, kterou způsobily opožděné výplaty, požadovali hlavu velkovezíra, hlavního Deftedara a nakonec i Canfedy. Jen díky velkému úsilí sultána Murada byli janičáři uklidněni a nikdo nezemřel.

## Charitativní činnost
Canfeda vložila velkou část svého bohatství do svých charitativních nadací, díky níž byly postaveny a zrekonstruovány mešity a fontány v Istanbulu. V roce 1584 činil její příspěvek 2 miliony zlatých. Nová mešita byla postavena v sousedství Sarachne nedaleko celnice. K ní byla postavena i základní škola, veřejná fontána s pitnou vodou a pumpa. V roce 1593 nechala postavit mešitu ve vesnici Beykoz. Od sultána dostala povolení k opravám a rozšíření vodních kanálů, které byly vystaveny sultánem Bayezidem II., aby přiváděly vodu k její mešitě a lázním Gedika Ahmeda Paši. Jako důchod dostávala Canfeda 100 zlatých denně, ale když chyběly peníze na práce pro veřejnost, posílala je rovnou tam.

## V populární kultuře
Postava Canfedy Hatun se objevuje v tureckém televizním seriálu Velkolepé století (2011–2014), kde ji ztvárnila herečka Kübra Kip.